# Don Pelayo
Pelayo o Pelagio (en latín, Pelagius; en árabe, Belai al-Rumi), nombrado frecuentemente como don Pelayo (f. 737 en Cangas de Onís), es considerado el primer monarca del reino de Asturias, que rigió durante 19 años. Su origen, que ha sido discutido en las últimas décadas por una serie de investigadores, pudo ser visigodo, astur o hispanorromano. La historiografía internacional se decanta por la procedencia visigoda, aunque la más moderna historiografía lo considera de origen astur-romano.
El testamento de Alfonso III, del año 869, en que el rey Magno dona al presbítero Sisnando la iglesia de Santa María de Tenciana (Tiñana, Siero) que su tío Alfonso el Casto había ganado de las propiedades pertenecientes a su bisabuelo Pelayo, vincula territorialmente a Pelayo con el área central de Asturias, aunque sin aportar datos sobre su lugar de origen.
Frenó la expansión de los musulmanes hacia el norte, comenzó la Reconquista y se le ha considerado tradicionalmente como el fundador del reino de Asturias, aunque recientes investigaciones arqueológicas sugieren que podría haberlo hecho sobre una organización política local previa. En las fuentes árabes Pelayo es calificado a veces como godo, y nombrado como Belai al-Rumi: «Pelayo el Romano».
La tradición sitúa a Don Pelayo el año 712 en el castillo de Tedeja junto a quien se convertirá en su consuegro, el duque Pedro de Cantabria. Javier Iglesia Aparicio cita en un artículo que el benedictino del siglo XVII Gregorio de Argaiz, explicaba que los refugiados godos del duque Pedro se replegarían a Tetelia, (Castillo de Tedeja, junto a la actual Trespaderne), tras la caída de Amaya frente a los árabes. Cerrando el desfiladero de la Horadada que salvaguardaba el valle de Tobalina y la costa, algo así como «el último bastión» frente al invasor. En la huida desde Toledo, los espatarios supervivientes de la batalla de Guadalete, trasladarían el panteón real de los reyes godos hasta la cercana y desaparecida ermita de Santa María de los Reyes Godos junto a la orilla norte del Ebro, protegida por el castillo de Tedeja. El 9 de agosto del año 726, el duque Pedro y Don Pelayo volverían a derrotar a un ejército musulmán, a solo tres kilómetros de distancia del castillo de Tedeja, pero esta vez dando un paso en la reconquista, en la orilla sur del Ebro, en la batalla del Negro Día, junto al lugar en cuya conmemoración se construyó la sencilla ermita de Encinillas.

## Las Crónicas
Son dos las principales fuentes escritas de la monarquía astur que se refieren a la existencia de Pelayo. La más extensa de estas crónicas es la llamada Albeldense, texto escrito alrededor de 880 en la corte de Alfonso III. Coetánea de la anterior (posterior en todo caso a 887) y nacida en el mismo medio, es la denominada comúnmente como Crónica de Alfonso III, en sus dos versiones, la Rotense o vulgar y la Sebastianense o culta. Los historiadores que se han ocupado de ellas están de acuerdo en que el propósito general de estos relatos era asentar una idea de continuidad entre el reino visigodo de Toledo y el primitivo reino astur: las Crónicas declaran que los reyes astures son sucesores de Leovigildo y Recaredo, así como tratan de crear una continuidad institucional entre ambas realidades políticas. La historiografía moderna coincide en que estas declaraciones constituyen un paradigma llamado neogoticismo, seguramente avivado por influencias mozárabes, y que real o ficticio, respondía muy bien a los intereses políticos y al reforzamiento del prestigio personal de Alfonso III.
- En la Crónica Albeldense (año 881), Pelayo, un noble godo expulsado de Toledo por Witiza, se refugia en Asturias. Cuando se produce la invasión musulmana, es elegido en concilium princeps de los astures [cita requerida] y acaba con las guarniciones islámicas de la región acantonadas en Gijón, donde gobernaba el valí Munuza, entre 717 y 722, procediendo a la administración del territorio y el cobro de tributos. «Entonces los de las huestes de los Sarracenos que habían sobrevivido a la espada, al derrumbarse un monte en Liébana, fueron sepultados por el juicio de Dios».
- En la Crónica Rotense, Pelayo aparece como un antiguo espatario de Witiza y Rodrigo que huye con su hermana de la dominación musulmana. Pese a su huida, Pelayo, ya en Asturias, entra en estrecho contacto con Munuza, el gobernador musulmán de Gijón. Este, enamorado de la hermana de Pelayo, manda al noble godo a Córdoba, de donde Pelayo conseguirá escapar en 717 y, tras un dramático regreso, logra ponerse a salvo entre los astures, a los que poco más tarde conseguirá sublevar tras hacerse nombrar su príncipe.
- En la Crónica Sebastianense, la más neogoticista de todas, y reconfigurada sobre la Rotense por el obispo Sebastián, sobrino del propio Alfonso III, se prescinde del trasfondo novelesco, aunque por primera vez se atribuyen orígenes nobles a Pelayo al hacerlo hijo de un supuesto duque llamado Fáfila o Favila (nombre de su propio hijo).

Los tres textos coinciden en dibujar un personaje legendario que responde a los ideales de los miembros de la comunidad mozárabe refugiados en la corte de Alfonso III, a saber: ser godo (no-musulmán), haber emigrado (no-colaboracionista) y practicar un cristianismo sin concesiones (no-renegado). Estas descripciones tan aparentemente idealizadas y acordes a los intereses del régimen asturiano, harían sospechar que son en su mayor parte creaciones literarias; se trataría pues de la creación de un «arquetipo político neogoticista» que aportaría muy poco o nada al estudio del personaje histórico. A favor de esta teoría, de que los orígenes godos de Pelayo son una invención, está además el hecho de que en la llamada Crónica mozárabe -escrita en el 754 (y por tanto muy cercana temporalmente a los hechos) y que pretende ser una continuación de la Historia de los Godos (Historia de regibus Gothorum, Vandalorum et Suevorum) de Isidoro de Sevilla- el personaje de Pelayo no aparece ni siquiera mencionado. Sería lógico ver detallados en esta Crónica los acontecimientos por los que un noble godo, supuesto hijo de un dux, reinstauraba en el norte la monarquía visigoda de Toledo, convirtiéndose en el sucesor lineal de Rodrigo, lo cual da a entender que para el autor de la crónica la formación del nuevo reino de los astures y su Prínceps Pelayo tenían muy poca o ninguna relevancia para la historia de la monarquía visigoda.

## El estado actual de la cuestión

### Teoría del origen astur de Pelayo

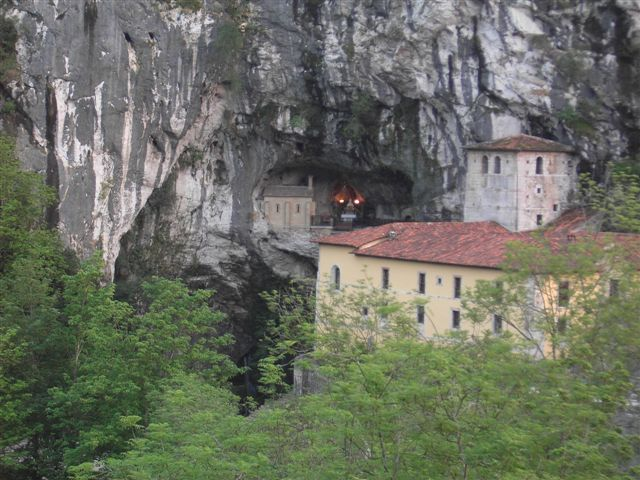
La gruta de Covadonga, refugio de Don Pelayo

La tesis de que Pelayo era de origen astur es la opción seguida por una parte de la historiografía moderna. Los principales argumentos a favor de esta teoría son los siguientes:

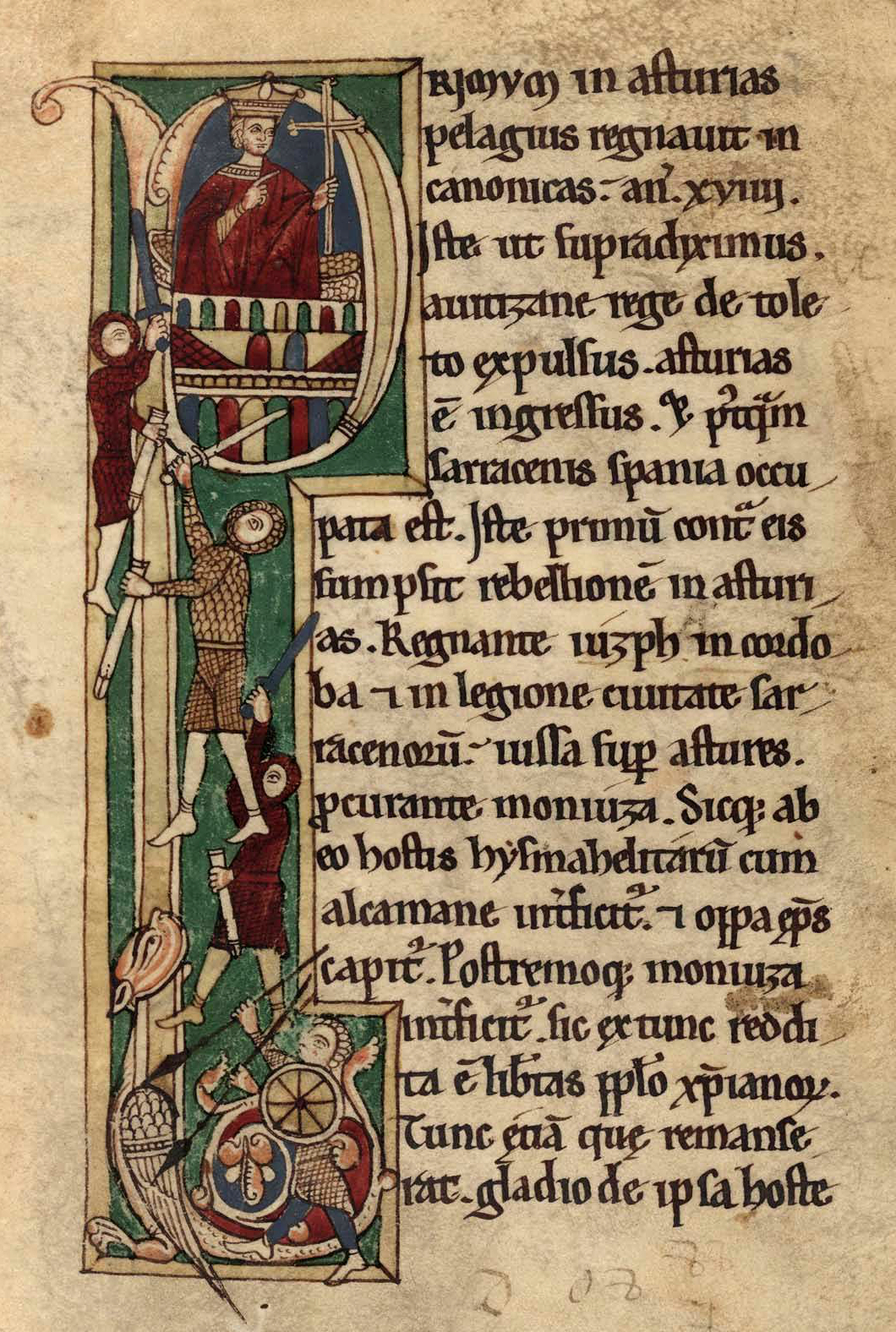
Don Pelayo en la batalla de Covadonga en una imagen del, folio 23 recto del manuscrito 2805 de la Biblioteca Nacional de España. Se trata de una de las copias del Corpus pelagianum del obispo Pelayo de Oviedo, efectuada a partir de un prototipo (incluso en las miniaturas) probablemente elaborado en el scriptorium de este obispo Pelayo. La insólita corona responde a modelos de fines del, del tipo que lleva el monarca en el centro de las tablas lunares del manuscrito 17 del St. John’s College de Oxford (ca. 1080-1100), como las del Liber testamentorum.

- El antropónimo Pelayo (y el de su esposa Gaudiosa) no es germánico (como lo son todos los nombres de los reyes visigodos), sino que deriva del latín Pelagius, marino, lo que apunta a un origen hispanorromano del personaje. Por lo demás, dicho nombre era usado con profusión por los habitantes del noroeste de Hispania.

- Las informaciones proporcionadas por la documentación no cronística hablan de un personaje vinculado a Asturias de antiguo que posee propiedades fundiarias en la región, lo que resulta muy difícil de explicar para un refugiado godo recién llegado desde Toledo. En el testamento de Alfonso III, del año 869,[25] el rey Magno dona al presbítero Sisnando la iglesia de Sancta María de Tenciana (Tiñana, Siero) que su tío Alfonso II había obtenido de su bisabuelo, lo que vincula territorialmente a Pelayo con el Castiello de Fozana, considerada una de las primeras fortalezas construidas por las élites astures en el s. VI,[26] tras el colapso romano. Cuando la documentación cronística refiere a los primeros momentos de Pelayo, no lo hace como si se tratase de un príncipe godo que restaura el reino perdido de Toledo, sino como el princeps del Asturorum regnum, si se entiende que lo lógico hubiera sido considerarlo rex del Gothorum regnum Asturae. A principios del s. IX d. C. (812) un texto conocido como Testamento de Alfonso II (Testamentum Ecclesiae Sancti Salvatoris) expresa la misma idea: Pelayo es rey de los cristianos y astures, pero también afirma de forma inequívoca su origen godo.[27] El contraargumento es que Pelayo se refugió en Asturias precisamente por poseer allí propiedades, lo cual no tiene nada de extraño, más aún si se admite su filiación de un dux en el norte peninsular.

- Por su lado, algunas crónicas árabes se refieren a Pelayo como Belay al-Rumi, esto es Pelayo el romano. Al Maqqari (1578-1632) habla de un infiel llamado Pelayo, natural de Asturias y añade que con él comienza una nueva dinastía que reina sobre un pueblo nuevo.[c] Ibn Jaldún concluye que Ibn Hayyan dice que son descendientes de los godos, mas tal opinión es errónea.[d] El problema del argumento es que rumi puede referirse a todos los cristianos de cultura latina.
- La elección de un caudillo militar por parte de los astures rebeldes al nuevo poder invasor en el concilium del monte Auseva en el 718 hace pensar en caudillaje indígena, pero también la monarquía visigoda era electiva. Este legitimismo indigenista de base, que apenas si asoma en los textos cronísticos desplazado por el neogoticismo oficial, ha dado lugar a recientes interpretaciones históricas que hacen de Pelayo un caudillo local astur elegido en asamblea de jefes de linaje para dirigir la insurrección, y que explican con mayor verosimilitud el paso a la ofensiva de unos astures todavía rebeldes al dominio visigótico en la época de Wamba (680), tal y como recordaban las propias crónicas asturianas (Astores et Uascones crebo reuelantes plures vices edomuit et suo imperio subiugauit).[28]
- Es de destacar que los hechos de su vida transcurren en lugares de culto prerromano. Como su enterramiento en el área megalítica de Abamia, que data probablemente del periodo 4000–2000 a. C., o la de su hijo Favila en el dolmen de Santa Cruz.[29] Estos enterramientos parecen seguir pautas rituales ancestrales de los jefes tribales astures y no guardan relación alguna con las tradiciones visigodas. También el refugio en Covadonga muestra un marcado carácter ritual. Así, el lugar presenta restos del culto a la deva (lit. diosa en céltico) y así se llama el río que salta desde la cueva, en un claro proceso de superposición de cristianización («la Santina») sobre lugares de culto pagano.
- Algunos autores han postulado que la transmisión del poder en el seno de la monarquía asturiana se llevaba a cabo siguiendo reglas de origen celta,[30] residuos de una anterior estructura matriarcal inimaginable en el derecho sucesorio germánico: así, la mujer a menudo transmitía derechos hereditarios al marido, como sucede en los casos de los reyes Alfonso I y Silo, que acceden al poder gracias a sus esposas Ermesinda y Adosinda, respectivamente, ambas de la familia de Pelayo. Sólo en época posterior, a partir de la derrota de Nepociano a manos de Ramiro I de Asturias, se impone definitivamente la sucesión por línea patrilineal.[31]

### Teoría del origen godo: Pelayo hijo de undux Asturiensis

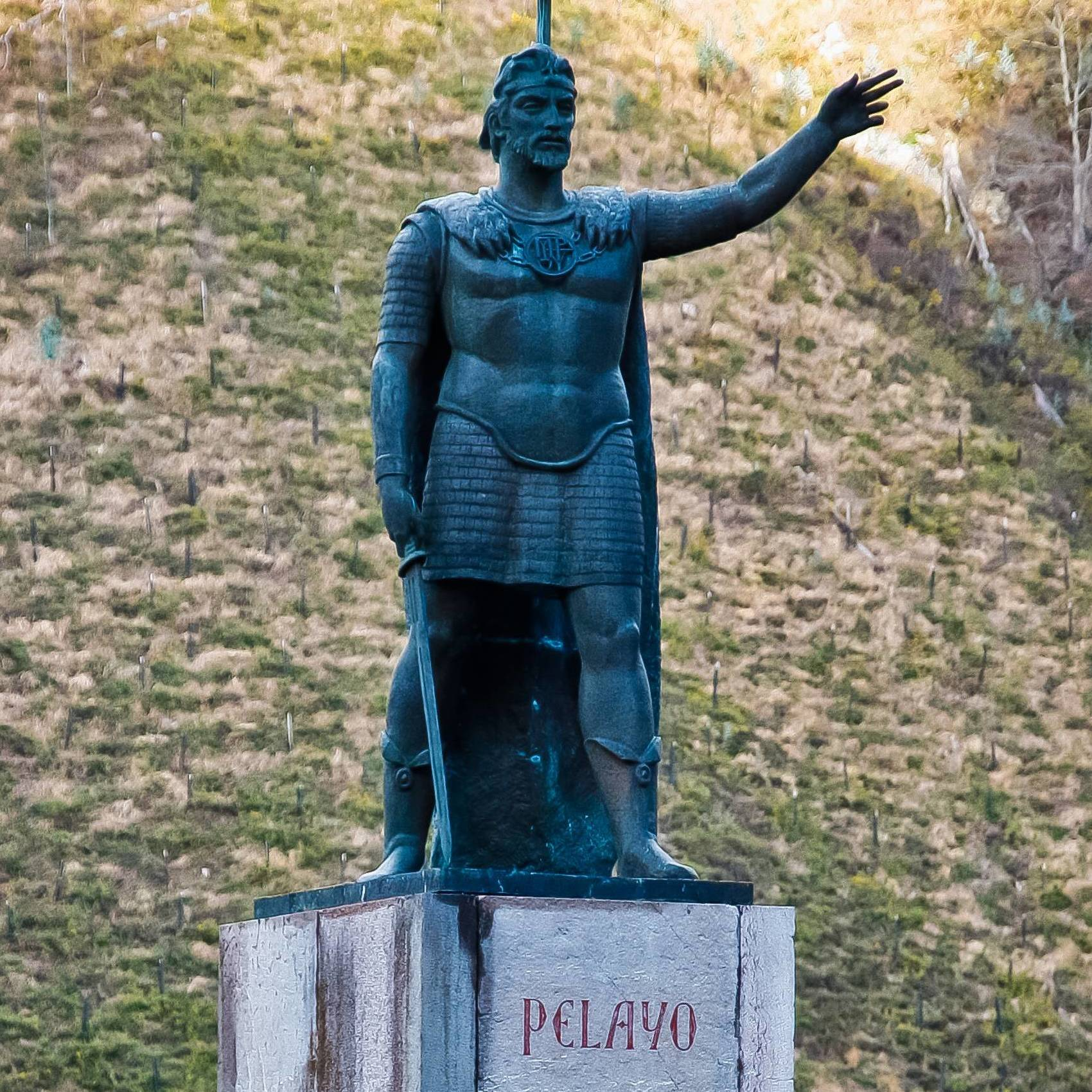
Monumento a Don Pelayo en Covadonga, Asturias (España).

La hipótesis del origen godo de Pelayo fue comúnmente aceptada desde la Edad Media y a lo largo de los siglos XIX y XX
En el siglo XXI, esta ha sido defendida por Eloy Benito Ruano. y por los profesores Julia Montenegro (Universidad de Valladolid) y Arcadio Del Castillo (Universidad de Alicante). Estos investigadores afirmaron que Pelayo era godo, hijo del dux asturiensis Favila, y que a raíz de las alianzas establecidas por su padre esto habría permitido que fuese elegido como príncipe por los astures en el Concilio del Monte Auseva.
La teoría parte de una premisa de que Pelayo era godo. La moderna historiografía admite casi unánimemente la idea de que Don Pelayo era un noble visigodo que se refugió en Asturias y logró convertirse en caudillo de las hasta entonces irredentas tribus norteñas.
Para ello los autores parten de las fuentes árabes: ¿Quién podía ser Don Pelayo? Con toda seguridad un visigodo (Ibn Hayyan en cita de Ibn Jaldun). La referencia es cierta: Ibn Hayyan dice que son descendientes de los godos… (Ibn Jaldun), pero no toman en cuenta la propia opinión de Ibn Jaldun (siglo XIV), quien afirmaba "... mas tal opinión es errónea".[cita requerida] Ahora bien, multitud de fuentes, tanto cristianas como musulmanas, afirmaron el ascendente godo de Pelayo.
Si se acepta que Pelayo era de origen godo, la pregunta es de qué manera pudo hacerse con el gobierno de la sociedad astur. Aquí es donde se lanza la hipótesis basada en la creación, proceso ocurrido entre los años 653 al 683, sobre que de la nueva circunscripción provincial en Asturias a cuyo mando se encontraría un ’’dux asturiensis’’ y en la literalidad de un único pasaje de la versión culta de la Crónica de Alfonso III, según la cual Pelayo era hijo de Fáfila o Favila, duque de sangre real. Como se ve, la teoría descansa sobre bases poco fiables: si existió el ducado de Asturia y si Pelayo era hijo de un duque, Pelayo sería hijo del duque de Asturia que habría muerto a manos de Witiza en tiempos del rey Égica. Esta hipótesis ha sido fuertemente criticada por incurrir en graves contradicciones (Isla Frez, 1995): "Es indiscutible la continuidad institucional del reino de Asturias con respecto al reino visigótico de Toledo" (Montenegro y Del Castillo, 1992) / "para nosotros es evidente que no hubo continuidad entre el reino visigótico de Toledo y el de Asturias" (Montenegro y Del Castillo, 1994) y por ignorar resultados arqueológicos que muestran la ausencia de huellas de implantación goda e insuficiencia de pruebas de un control realmente efectivo de Asturias por parte del reino toledano.
En la actualidad, el origen godo de Pelayo ha sido comúnmente admitido, resaltando la unanimidad de las fuentes sobre el origen godo de Pelayo, su pertenencia a una estirpe regia goda y la base hispano-goda del asturorum regnum, así como la inconsistencia de las tesis indigenistas.

### Rebelión y reconquista de Gigia (actual Gijón)
Tras la llegada en el año 714 de la expedición de Muza a Asturias, el jefe bereber Mnuza o Munuza fue encargado de las tropas y la administración de la mitad norte peninsular, asentándose al frente de una guarnición musulmana en Gijón,[cita requerida] mientras otras aseguraban el territorio y atacaban los últimos restos de resistencia. Las familias más importantes de la aristocracia astur, entre ellas la de Pelayo, enviaron rehenes a Córdoba para garantizar la capitulación. Sin embargo, en tiempos del valí Al-Hurr (717–718), Pelayo retornó a las montañas de Asturias, donde fue elegido princeps o líder de los astures según una de las crónicas. Tras unos años de mutuo hostigamiento, durante el gobierno de Anbasa (722), Munuza envió un destacamento de tropas al refugio de Pelayo en Piloña. El líder astur y sus hombres se refugiaron en el monte Auseva, donde esperaron a las tropas musulmanas, mientras que Munuza ordenaba refuerzos desde la meseta para acabar con la resistencia. Allí les tendieron una emboscada al destacamento musulmán, el cual fue aniquilado. Esta acción bélica se conoce como la batalla de Covadonga. Tras esta batalla, Pelayo es coronado rey con una corona hecha con ramas de roble en el llamado Campo de la Jura, cercano a Cangas de Onís, por dos de sus capitanes, Suero Buyeres de Caso y su yerno don Anean de Estrada.

Don Pelayo en el escudo de Gijón

Cuentan las crónicas que, tras la derrota de Covadonga, Munuza salió huyendo con sus fuerzas, probablemente por temor a que la gente de Gijón se uniera a la revuelta o por miedo a que las tropas asturianas que habían derrotado a sus propias tropas le dieran alcance en la ciudad. Tras abandonar la ciudad, Munuza intentó salir de Asturias por el puerto de la Mesa, mientras que las tropas victoriosas de Covadonga hacían marchas forzadas para cortarle la huida hacia la meseta, siendo Munuza y sus tropas nuevamente derrotadas y muerto Munuza en Olalíes, actual concejo de Santo Adriano. Pelayo se apoderó de Gijón sin mayor esfuerzo, una vez que las tropas musulmanas y Munuza habían intentado huir y habían sido aniquiladas en el intento. Al divulgarse por tierras musulmanas la noticia de la toma de Gijón, muchos cristianos se unieron al ejército de Pelayo. El reino de Asturias tuvo como primera capital Cangas de Onís y como segunda Pravia, para pasar a ser Oviedo la capital bajo el reinado de Alfonso II. Como reseña de la importancia de la muerte de Munuza según esta versión, cabe destacar que era el general al mando de las tropas al norte de la península ibérica y que su muerte se podría considerar de trascendencia dentro del organigrama militar musulmán.
Sin embargo, otras crónicas posteriores citan que Munuza consiguió escapar con vida y le sitúan con bastante seguridad puesto a cargo de las tropas bereberes en las zonas fronterizas y de igual geografía montañosa en los Pirineos orientales. Tratados y enlace parecidos con el duque aquitano le llevarían a casar con la hija del duque, tras lo cual, y con la alianza del duque como resguardo, se levantaría en rebelión contra sus superiores árabes en alianza con los francos a la búsqueda quizá de crearse un nicho de poder en el estratégico punto de los Pirineos. Fue suprimido por las tropas del emir en campaña de castigo y para deshacer el peligro que esta posición hubiera supuesto para el Ándalus recién creado.
Hay que resaltar que los musulmanes estaban más interesados en expandirse por Francia y avanzar hacia el centro de Europa, donde fueron detenidos por Carlos Martel en la batalla de Poitiers (Tours), que en limpiar la retaguardia de pequeños reinos hostiles que quedaron aislados ante el avance musulmán.[cita requerida]

### Primitiva extensión territorial del reino
Sin embargo, el triunfo de la revuelta no llevó a Pelayo a establecer su corte en Gijón, que era la ciudad más importante de la Asturias bajoimperial, sino que se asentó en Cangas de Onís, situada en las estribaciones de los Picos de Europa: lo inseguro de su situación hacía aconsejable refugiarse en un territorio montañoso que fuera poco accesible para las aceifas musulmanas. Pero una vez que décadas más tarde se consolidara el Reino, la sede regia fue trasladada sucesivamente a Pravia por el rey Silo, esposo de Adosinda, nieta de Pelayo, y, posteriormente, a Oviedo.
En principio parece que el reino de Pelayo se extendía por la llamada Asturias nuclear, que comprendía, al menos, los territorios central y oriental de la actual Asturias, de acuerdo con el relato de la Crónica albeldense, que acontece entre la civitate Gegione y Covadonga. Fueron sucesores suyos, como Alfonso I de Asturias o Fruela I de Asturias, los que, fagocitando entidades políticas menores (como los condados de Trasmiera o Sopuerta), extendieron los dominios del reino de Asturias hasta Galicia y Vizcaya.

### Muerte y sepultura

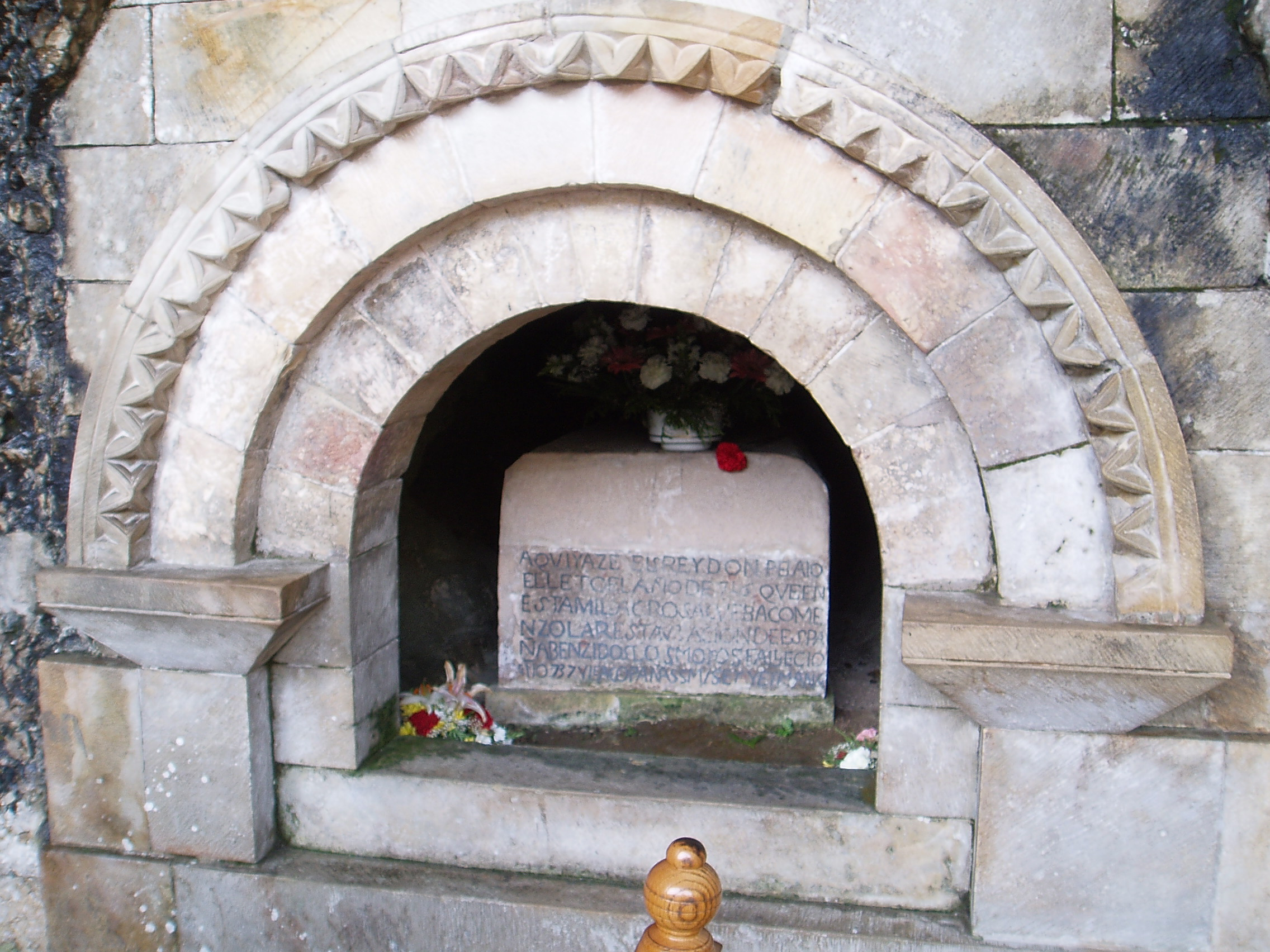
Tumba del rey Don Pelayo en la Santa Cueva de Covadonga.

El rey don Pelayo falleció en Cangas de Onís, donde tenía su corte, en el año 737. Después de su defunción, su cadáver recibió sepultura en la iglesia de Santa Eulalia de Abamia, situada en la localidad asturiana de Abamia, en la que previamente había sido sepultada su esposa, la reina Gaudiosa. En el lado del Evangelio de dicha iglesia se conserva en la actualidad el sepulcro, vacío, que contuvo los restos del rey y enfrente, colocado en el lado de la Epístola, se encuentra el que contuvo los restos de la esposa de don Pelayo. El cronista Ambrosio de Morales dejó constancia en su obra de que Alfonso X el Sabio, rey de Castilla y de León, ordenó trasladar los restos del rey don Pelayo y los de su esposa a la Santa Cueva de Covadonga.
En una cavidad natural de la Santa Cueva de Covadonga, e introducidos en un túmulo de piedra, reposan en la actualidad los restos del rey don Pelayo, los de su esposa y los de Ermesinda, hermana del rey. En el sepulcro se encuentra esculpida la siguiente inscripción:

AQVI YACE EL S REY DON PELAIO ELLETO EL AÑO DE 716 QUE EN ESTA MILAGROSA CUEBA COMENZO LA RESTAVRACION DO ESPAÑA BENCIDOS LOS MOROS FALLECIO AÑO 737 Y ACOMPAÑA SS M/gEr Y ErMANA

No obstante lo anterior, numerosos historiadores han cuestionado la autenticidad del traslado de los restos del rey don Pelayo y de su esposa a Covadonga.

### Matrimonio y descendencia
Don Pelayo contrajo matrimonio con Gaudiosa y fruto de su matrimonio nacieron dos hijos: 
- Favila de Asturias (m. 739). Fue el segundo rey de Asturias. Contrajo matrimonio con Froiluba y fue sepultado en la iglesia de la Santa Cruz de Cangas de Onís.[44]
- Ermesinda. Contrajo matrimonio con Alfonso I, tercer rey de Asturias e hijo del duque Pedro de Cantabria. La tradición sostiene que sus restos reposan en la actualidad en la Santa Cueva de Covadonga junto a los de sus padres y los de su esposo.[42]

| Predecesor: Título creado | Rey de Asturias 718-737 | Sucesor: Favila |

## Don Pelayo en la cultura popular
El grupo asturiano de heavy metal, Avalanch, en su disco "Llanto de un héroe" de 1999, dedica una canción a Don Pelayo y su historia.
El escritor español José Ángel Mañas recreó la figura de Don Pelayo en la novela ¡Pelayo! (La Esfera de los Libros, 2021);
Don Pelayo hace aparición en el videojuego Rise Of Kingdoms como personaje desbloqueable y bajo el apodo “Revivalista Rebelde” con menciones a la Batalla de Covadonga, Juramento de Asseuua y la Reconquista